# Naturalis
Das Naturalis Biodiversity Center (zuvor Nederlands Centrum voor Biodiversiteit (NCB Naturalis)) ist seit 2012 der Name für das Nationaal Natuurhistorisch Museum (Nationales Naturgeschichtliches Museum) in Leiden. Es ist ein Naturkundemuseum, in dem verschiedene Formen der Naturerziehung praktiziert werden. 2021 wurde es mit dem European Museum of the Year Award (EMYA) ausgezeichnet.
Naturalis hat unter anderem eine Online-Übersicht über die niederländische Biodiversität koordiniert.

## Geschichte
Die Vorläufer waren das Rijksmuseum van Natuurlijke Historie (Reichsmuseum für Naturgeschichte) und das Rijksmuseum voor Geologie en Mineralogie (Reichsmuseum für Geologie und Mineralogie). Das Rijksmuseum van Natuurlijke Historie wurde 1820 auf königlichem Beschluss und auf Veranlassung Coenraad Jacob Temmincks errichtet. Hier wurden bereits bestehende Sammlungen zusammengefügt. Zu diesem Museum hatte die Öffentlichkeit nur einen stark begrenzten Zugang, in manchen Zeiten sogar gar nicht. Erster Direktor war Coenraad Jacob Temminck, er berief 1821 Heinrich Boie als Konservator und ab 1825 ebenfalls Hermann Schlegel. Nach Boies Tod 1827 in Indonesien wurde Schlegel 1828 offiziell zum Konservator am Museum ernannt. Mit Temmincks Ableben 1858 wurde Schlegel sein Nachfolger als Direktor, er übte dieses Amt bis zu seinem Tod 1884 aus.
Nach dem Zusammenschluss mit den Sammlungen des Zoölogisch Museum Amsterdam (ZMA) und dem Nationaal Herbarium Nederland 2011/2012 ist die Anzahl der Objekte auf etwa 37 Millionen angestiegen.

## Neuer Museumsbau
1986 wurde beschlossen, dass das Rijksmuseum van Natuurlijke Historie ein öffentliches Museum werden sollte. Hierfür wurde ein ausgedehnter Neubau notwendig, der 1998 fertiggestellt wurde. Die Kosten für das Museumsprojekt – rund 60 Millionen Euro – waren die höchsten für ein Museum seit dem Bau des Rijksmuseum Amsterdam.
Das neue Museum wurde an ein ehemaliges Pesthaus aus dem 17. Jahrhundert angebaut, das seit 1954 als Unterkunft für das Legermuseum (ein Armeemuseum), das 1984 nach Delft umzog, diente. Das Pesthaus, das die Eingangshalle bildet und wo sich die Kasse, die Garderobe, ein Museumsladen und ein Café befindet, ist über eine 80 Meter lange Fußbrücke mit dem Neubau verbunden, wo die Sammlungsabteilungen und die Bibliothek untergebracht sind. Das Museum hat außerdem ein umfangreiches pädagogisches Programm. Das Museum befindet sich im Darwinweg 2 in Leiden. Die Museumsbibliothek, die eine sehr große Sammlung von Büchern und illustrierten Biologie- und Geologiemagazinen besitzt, ist frei zugänglich.

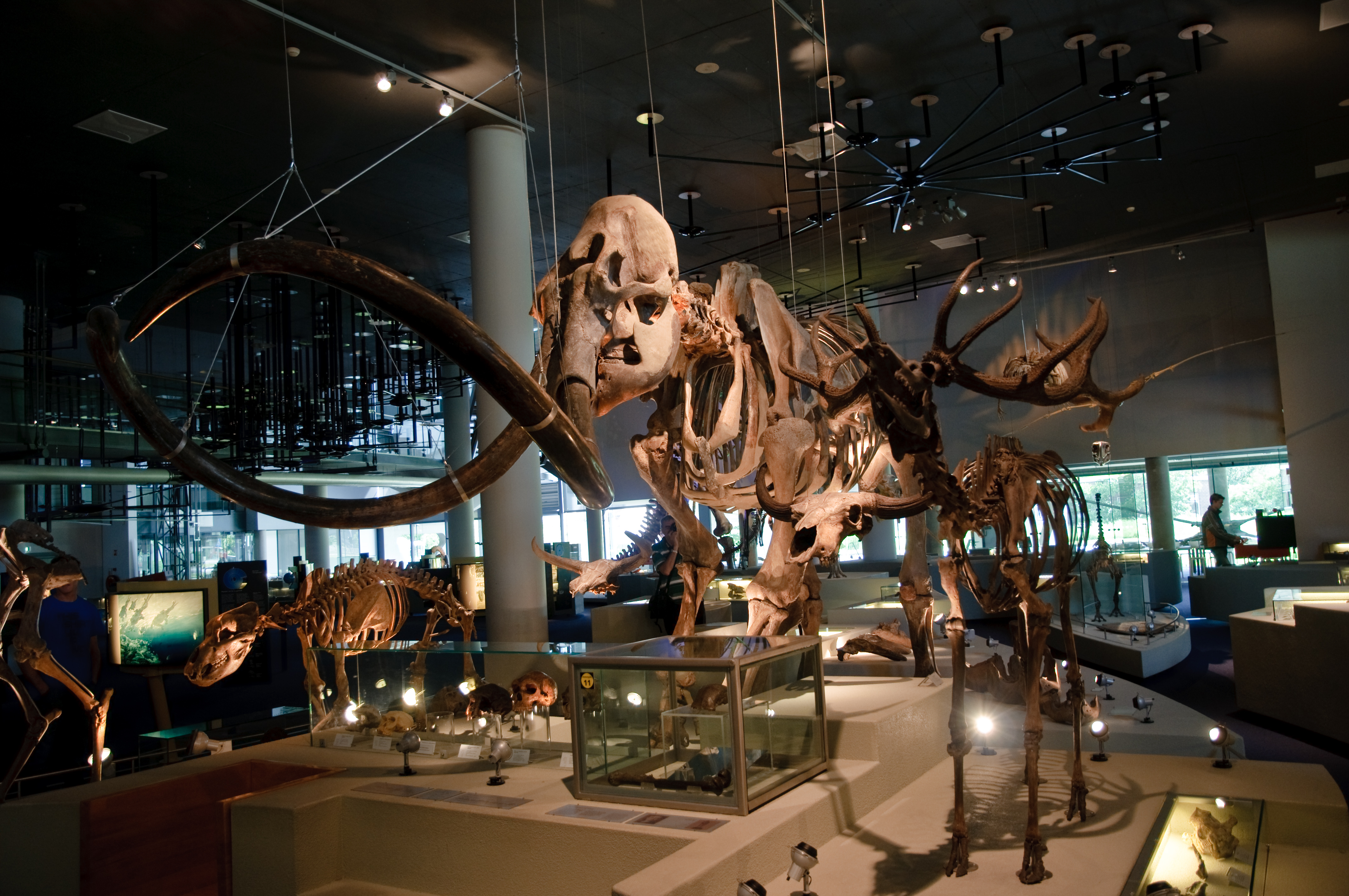
Einblick in die Ausstellung
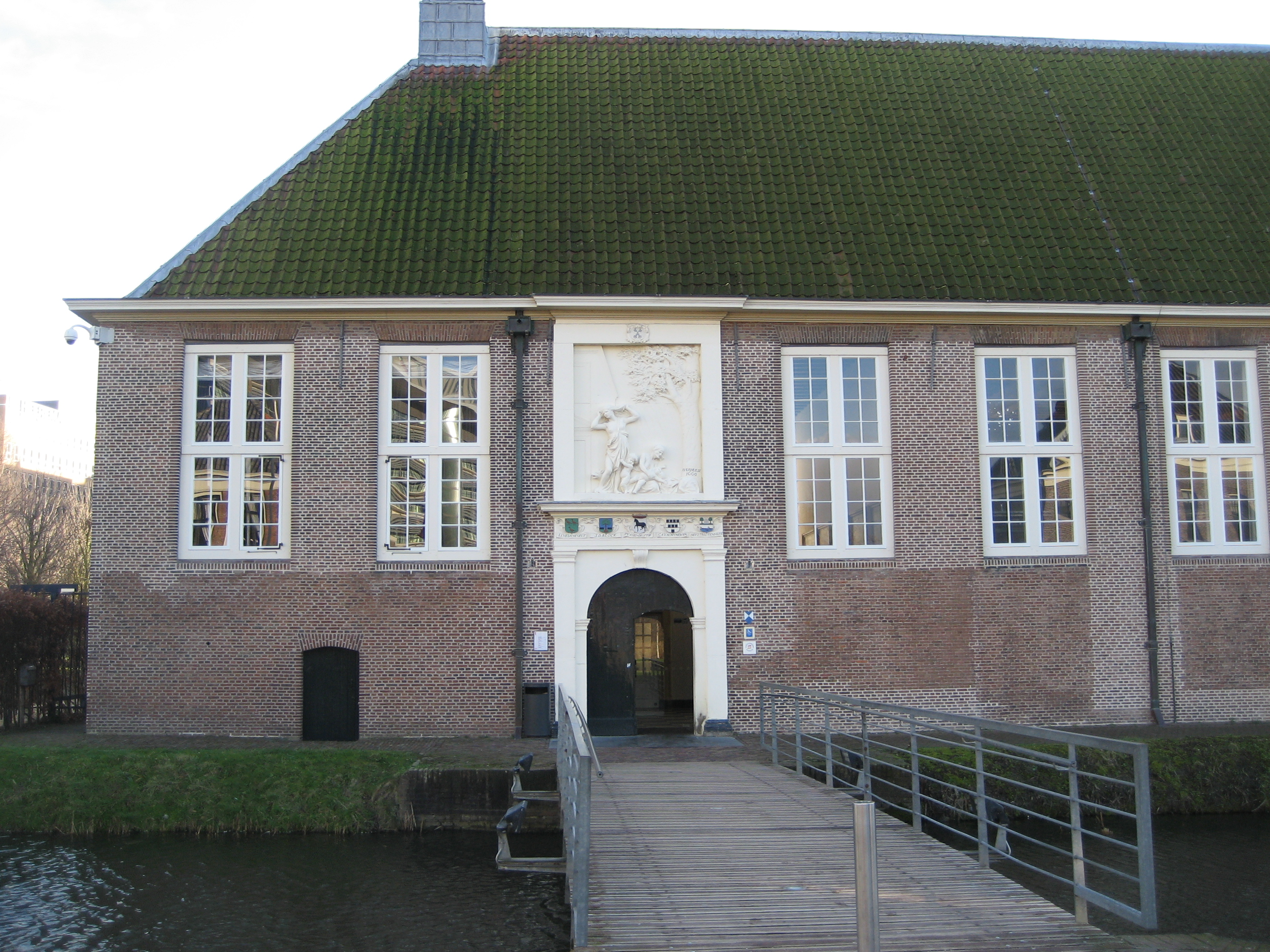
Eingangsbereich Naturalis (Pesthuis)
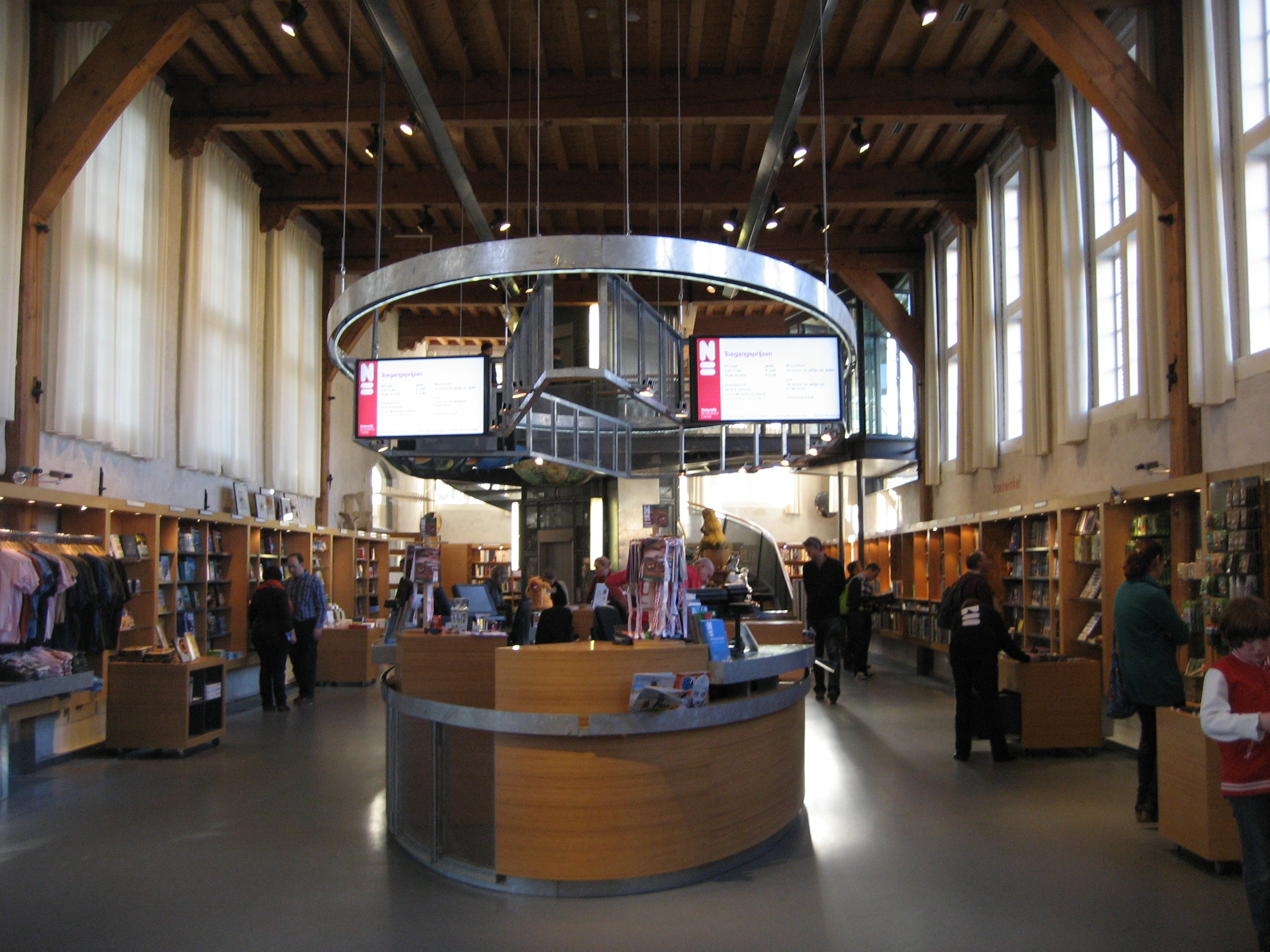
Registrierkasse  Naturalis (Pesthuis)
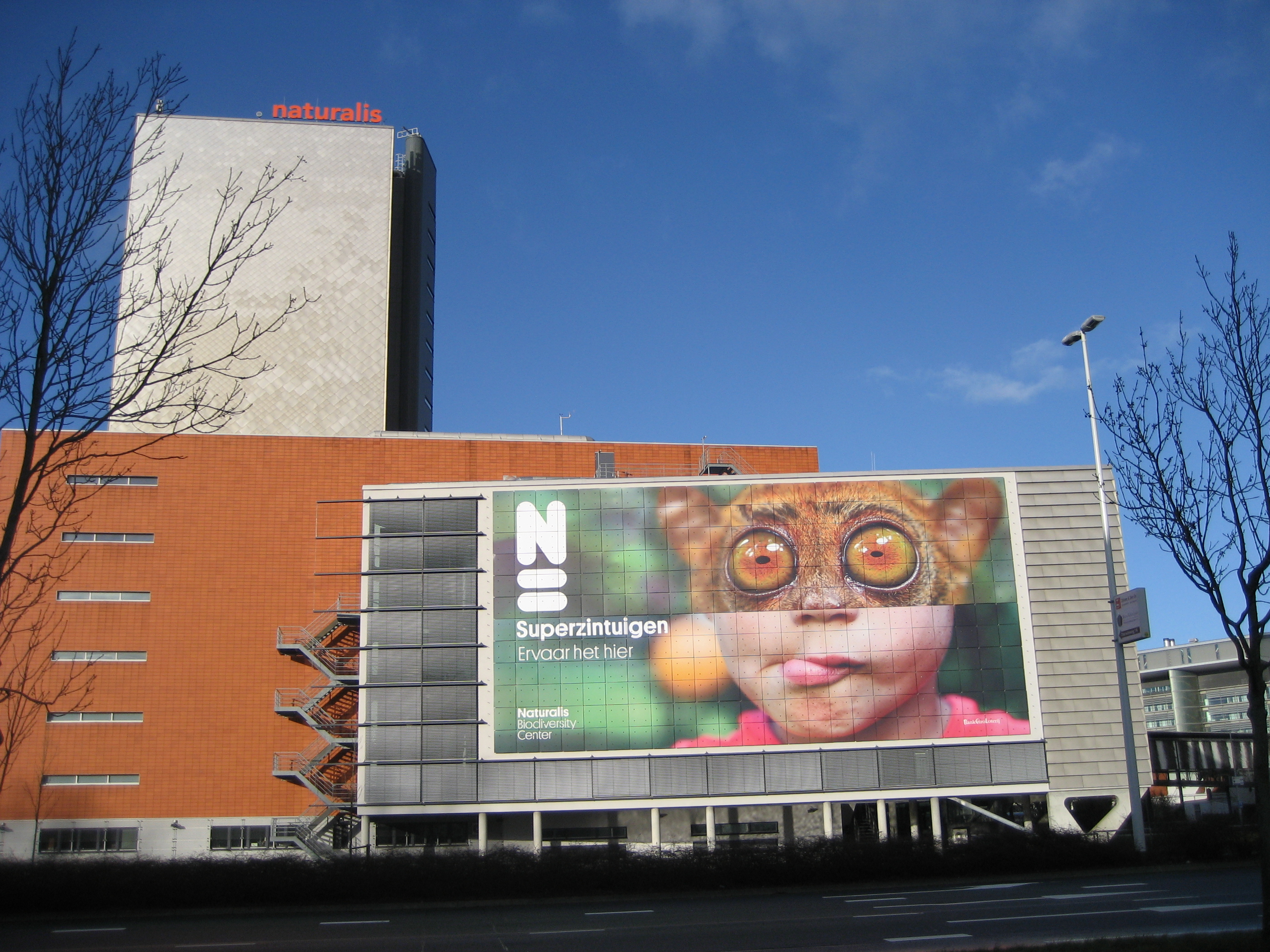
Naturalis (Museum und Sammlung, 2013)
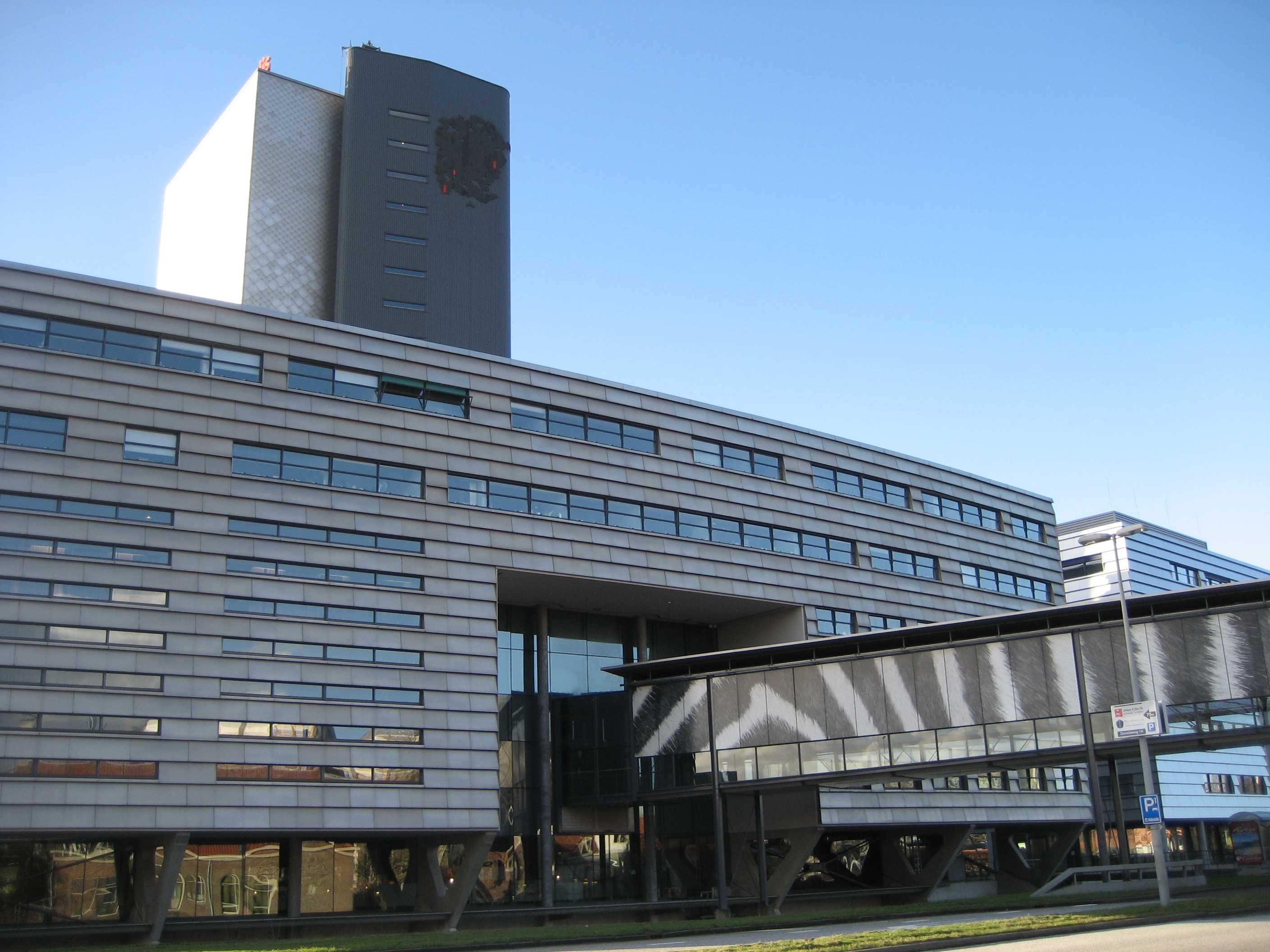
Naturalis (rechts Brücke mit Zebramotiv)
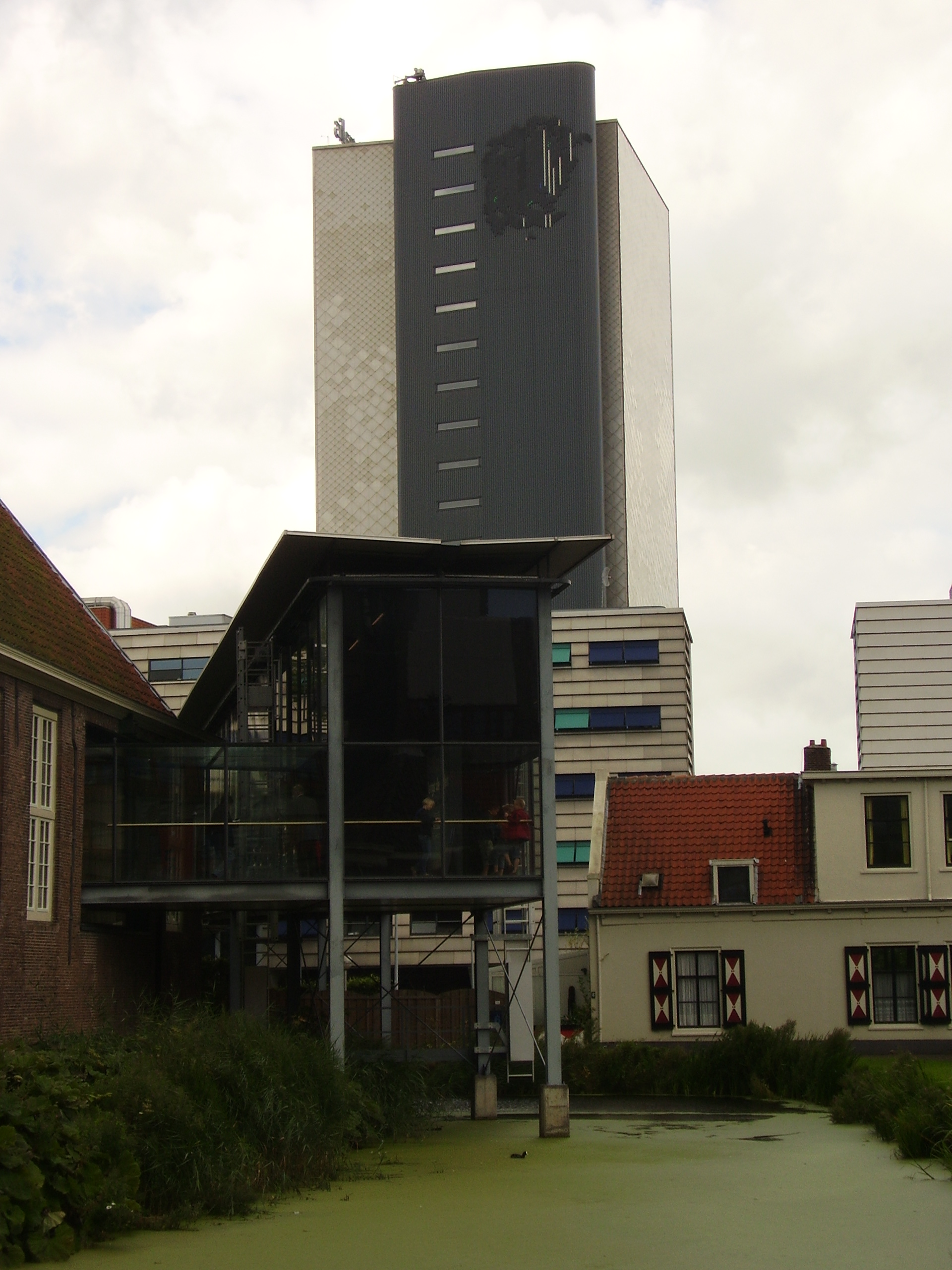
Hochhaus, in dem sich der größte Teil des Museums befindet

## Sammlung
Die Sammlung besteht aus über 43 Millionen zoologischen, botanischen und geologischen Sammelstücken, darunter:
| - 18.000.000 Insekten - 5.800.000 andere wirbellose Tiere - 1.900.000 Wirbeltiere: 380.000 Vögel, 125.000 Fische, 60.000 Reptilien und Amphibien, 50.000 Säugetiere - 3.200.000 Fossilien, darunter ein großes Dinosaurierskelett - 800.000 Gesteine und Mineralien, darunter 2.000 Edelsteine - 4.900.000 Gefäßpflanzen - 705.000 Moose - 282.000 Flechten - 135.000 Farne - 350.000 Pilze - 250.000 Algen | - 12.000 Gallen - 6.000 Schleimpilze - 121.000 Holzproben - 140.000 Bücher - 14.000 wissenschaftliche Zeitschriftentitel - 57.000 Drucke und Zeichnungen - 13.000 Karten - 91.500 Mikrofiche - 310.000 Fotografien, Dias und Glasnegative - 10.000 Objekte in der pädagogischen Sammlung |

Der größte Teil der Sammlungen ist in einem 60 Meter hohen Turm, einem Wahrzeichen von Leiden, untergebracht, der am 7. April 1998 eröffnet wurde. Einige Teile der Sammlungen werden in einem Depot im ehemaligen Museumsgebäude am Raamsteeg im Stadtzentrum von Leiden aufbewahrt.

## Ausstellungen
Neben seinen zeitlich begrenzten Ausstellungen besitzt das Museum mehrere permanente Ausstellungen:
- Natur-Theater (Tiere, Pflanzen, Pilze, einzellige Organismen, Bakterien, Steine und Mineralien, eine Impression der Natur in all ihren verschiedenen Formen).
- Urzeit-Parade (Anhand von Fossilien wird die Erdgeschichte und die Entwicklung des Lebens dargestellt)
- Leben (hier wird gezeigt, wie Pflanzen und Tiere leben und auf der Erde überleben).
- Innerhalb der Erde (für Kinder und ihre Eltern, auf spielhafte Weise lernen Kinder, wie die Natur funktioniert).
- Biotechnologie (Spiele und Filme zeigen dem Besucher, wie maßgeblich die DNA in allen Lebensabläufen ist).
- Schatzkammer (spezielles Sicherheitspersonal und Tresore schützen die kostbaren Edelsteine, einschließlich einer Sammlung, die einmal dem holländischen König Wilhelm I. gehörte, sowie die Präparate von Tierarten, die in den letzten Jahrhunderten ausgestorben sind).